# 베이비 (드래곤볼)
《베이비》는 토리야마 아키라의 만화 드래곤볼 애니메이션의 등장 인물이다.

## 행적
성우는 [[누마타 유스케) / 임성표(비디오) / 김광국(투니버스).